# 아낙스

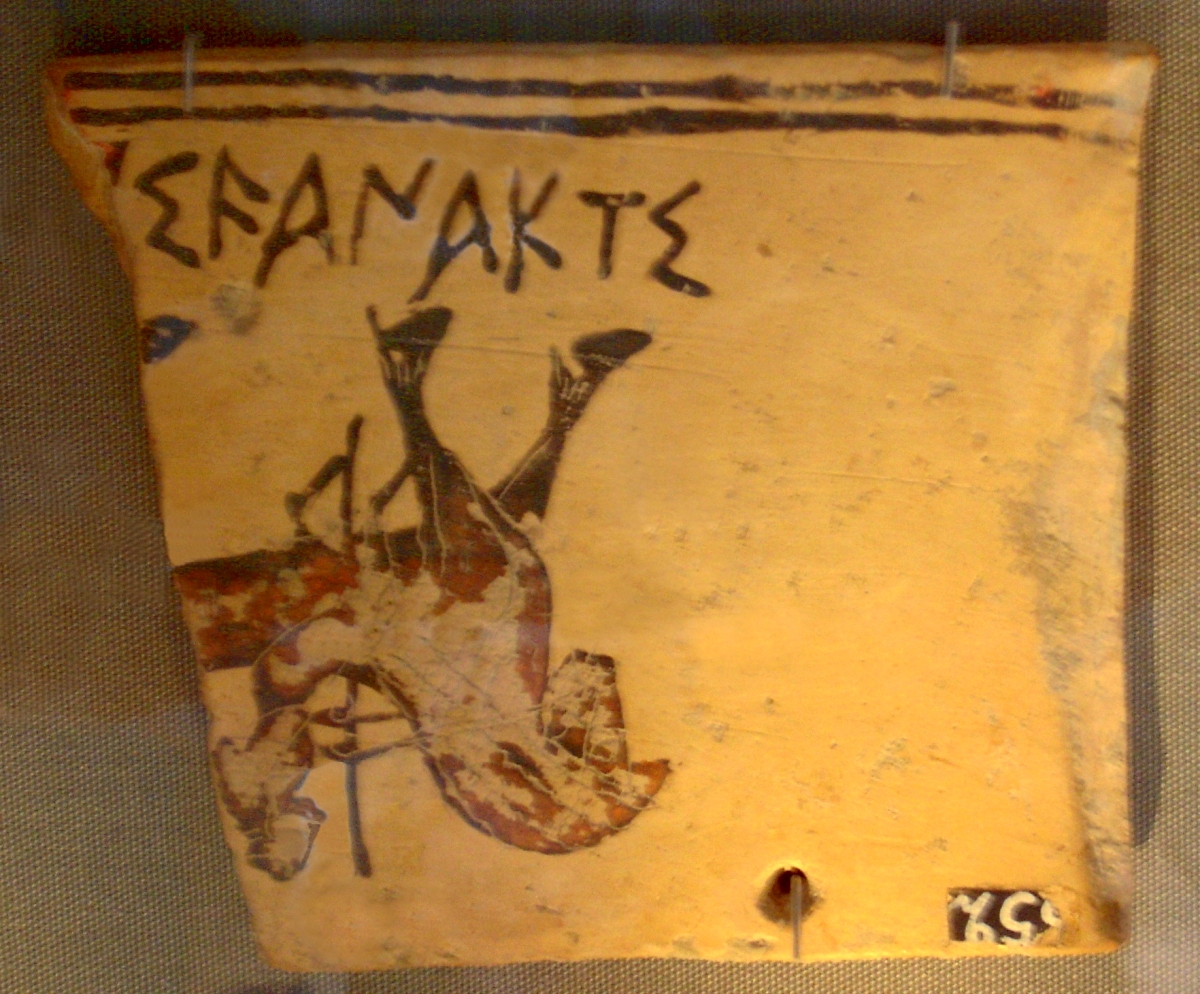
고졸기 도기에 새겨진 “[...]i wanakti”라는 말. 그 위에는 말을 타고 창을 든 남자가 그려져 있다(사진은 상하 뒤집혀 있음).

아낙스(고대 그리스어: ἄναξ), 보다 오래된 형태로 와낙스(고대 그리스어: ϝάναξ)는 고대 그리스어로 “부족장, 지도자”라는 뜻이다. 전통적으로 “왕(王)”이라고 번역되는 두 그리스어 단어 중 하나다. 다른 하나는 바실레우스다. 아낙스라는 말은 미케네 문명에서 비롯된 것으로 보인다. 호메로스의 용례를 보면 아가멤논이나 프리아모스처럼 다른 왕들(바실레이스)보다 우위에 있어서 그들에게 권력을 행사하는 왕중왕이라는 의미로 쓰였다. 미케네 문명이 몰락한 뒤로 이 말은 잘 쓰이지 않는 표현이 되었다.